# ماگدا پورتال
ماگدا پورتال (۲۷ می ۱۹۰۰ – ۱۹۸۹) شاعر، فمینیست، نویسنده و فعال برجسته سیاسی اهل پرو بود. او یکی از چهره‌های اصلی جنبش ادبی وَنگاردیا در پرو و آمریکای لاتین به شمار می‌رود و یکی از بنیان‌گذاران حزب سیاسی APRA  بود.

## اوایل زندگی
ماگدا پورتال در تاریخ ۲۷ می ۱۹۰۰ در بارانکو، نزدیک لیما، پرو متولد شد. در جوانی، او در طول روز کار می‌کرد و عصرها در دانشگاه ملی سن مارکوس در کلاس‌ها شرکت می‌کرد. این کلاس‌ها دیدگاه‌های او را در مورد ایده‌های فلسفی و سیاسی گسترش داد. در همین دوره از زندگی خود به عنوان یک زن جوان، او حرفه ادبی خود را با نوشتن شعر و گزارش برای مجلات آغاز کرد. در سال ۱۹۲۳، پورتال در رقابت شعر معتبر جوس فلورالس به رسمیت شناخته شد. اما، او از پذیرش جایزه خودداری کرد، زمانی که شنید آوگوستو لگوئیا، رئیس‌جمهور پرو، قصد دارد جایزه را به او اعطا کند. این حرکت نقطه عطفی در حرفه او بود و شاید آغازگر فعالیت‌های سیاسی پورتال باشد.

## حرفه سیاسی
پس از آن، پورتال همچنان به نوشتن ادامه داد. در ۱۱ نوامبر ۱۹۲۳، دخترش گلوریا به دنیا آمد. پس از بازگشت از سفری به بولیوی، او به طور فعال وارد سیاست پیشرو و همچنین صحنه ادبی پررونق لیما شد. در ژوئن ۱۹۲۷، به دلیل نقشش در سیاست‌های پیشرو، توسط رژیم آوگوستو لگوئیا تبعید شد و اتهام او شرکت در سازمان‌های کمونیستی عنوان شد.
بعد از تبعید، ابتدا به کوبا و سپس به مکزیک سفر کرد. در مکزیک، با هایا د لا توره، بنیان‌گذار جنبش اتحاد انقلابی خلق آمریکا (APRA)، آشنا شد و به جنبش آپریستا پیوست. او در سال ۱۹۳۱ همراه با دیگران یکی از بنیان‌گذاران حزب آپریستا شد. در این دوره، تمرکز بیشتری بر سیاست پیدا کرد و به یک ضد امپریالیست متعهد تبدیل شد. پورتال به سراسر آمریکای لاتین سفر کرد و این ایده‌های ضد امپریالیستی و آپریستا را ترویج داد و خود را به‌عنوان یک رهبر سیاسی مطرح کرد.
در سال ۱۹۳۰، ماگدا پورتال به شیلی سفر کرد، اما دستگیر و در سلول انفرادی زندانی شد. کمی بعد در همان سال، پس از سقوط رژیم رئیس‌جمهور آوگوستو لگوئیا، پورتال سرانجام به پرو بازگشت و توسط کمیته اجرایی ملی حزب آپریستا، که خود عضو آن بود، وظیفه سازمان‌دهی گروه‌های زنان آپریستا در سراسر پرو به او واگذار شد.
او به کار خود ادامه داد و به مجله حزب آپریستا، Apra کمک کرد و به انتشار و ویرایش بروشورهای تبلیغاتی مختلف پرداخت. پس از لگیویا، دولت لوئیس میگل سانچز سرو که هدف آن از بین بردن جنبش آپریستا بود، این حزب را به شدت مورد آزار و اذیت قرار داد. این آزار و اذیت، پورتال و بسیاری از اعضای دیگر آپریستا را مجبور کرد که به صورت مخفیانه زندگی کنند و فعالیت‌های خود را به طور غیرقانونی ادامه دهند.
در سال ۱۹۳۳، سانچز سرو توسط یکی از اعضای آپریستا ترور شد. با خروج سانچز سرو از قدرت، اسکار بناویدس به قدرت رسید. همان سال، پورتال به عنوان دبیر ملی امور زنان حزب آپریستا منصوب شد. در این نقش رهبری، پورتال به سفر در سراسر پرو پرداخت و در نهایت بار دیگر زندانی شد. پس از آزادی‌اش در سال ۱۹۳۶، او به بولیوی سفر کرد، سپس به آرژانتین و در ادامه به شیلی رفت.
در سال ۱۹۴۵، پورتال به پرو بازگشت. دیدگاه‌های او درباره ایدئولوژی‌های حزب آپریستا با سایرین متفاوت شد و او احساس خیانت از سوی حزب کرد. در سال ۱۹۵۰، او به طور علنی از حزب آپریستا جدا شد، زیرا احساس می‌کرد حزب از اهداف اولیه و ضد امپریالیستی خود فاصله گرفته است. با این حال، او همچنان نقش فعال خود را ادامه داد و تا دهه ۱۹۷۰ به شدت از حقوق زنان حمایت کرد.